# Celena Mondie-Milner
Celena Mondie-Milner (née le 6 août 1968 à Milledgeville) est une athlète américaine spécialiste du 200 et du 400 mètres.

## Carrière
Étudiante à l'Université de l'Illinois, elle se révèle durant l'année 1991 en se classant deuxième du 200 m des Championnats des États-Unis en salle. Sélectionnée pour les Championnats du monde 1995 de Göteborg, elle remporte en tant que première relayeuse la médaille d'or du 4 × 100 mètres aux côtés de ses compatriotes Carlette Guidry, Chryste Gaines et Gwen Torrence. L'équipe américaine devance avec le temps de 42 s 12 la Jamaïque et l'Allemagne. L'année suivante, Celena Mondie-Milner se classe cinquième du 100 m et sixième du 200 m lors des sélections olympiques américaines, elle n'obtient pas sa qualification pour les Jeux d'Atlanta. 
Celena Mondie-Milner est entraineur adjoint de l'équipe d'athlétisme de l'Université de Clemson.

## Records personnels
- 100 m : 11 s 24 (Göteborg, 07/08/1995)
- 200 m : 22 s 85 (Mexico, 01/07/2000)
- 400 m : 51 s 09 (Mexico, 01/07/2000)

## Palmarès
| Année | Compétition           | Lieu     | Résultat | Épreuve   |
| ----- | --------------------- | -------- | -------- | --------- |
| 1995  | Championnats du monde | Göteborg | 1re      | 4 × 100 m |